# 安祖·拉普納

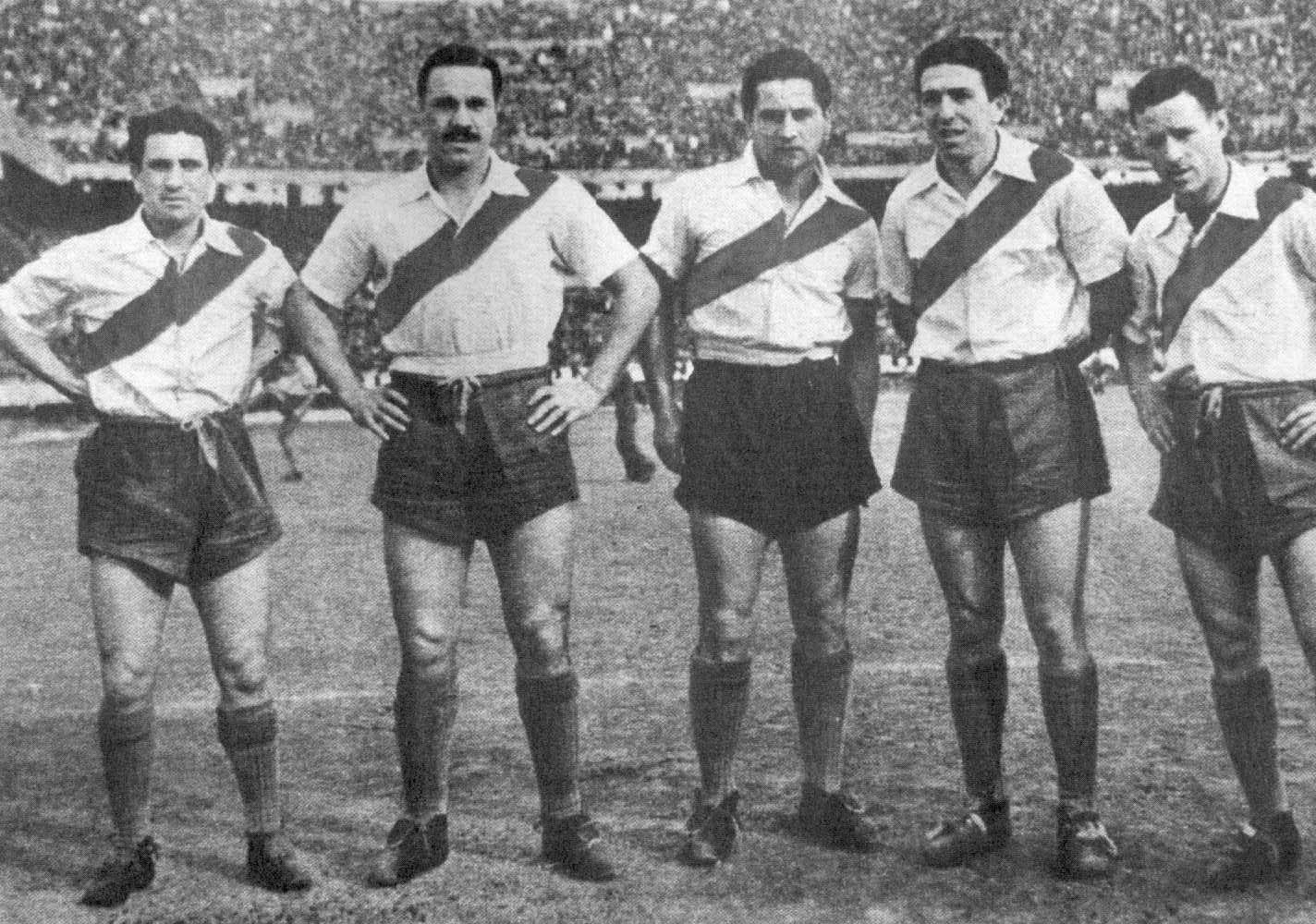
La Máquina: Juan C. Muñoz, José M. Moreno, Adolfo Pedernera, Angel Labruna and Félix Lousteau

拉普納（Ángel Amadeo Labruna，1918年9月28日—1983年9月20日），全名為安祖·艾馬迪奧·拉普納，是阿根廷的足球運動員，位置為前鋒。

## 生涯

### 球員
他在河床開始於1939年6月18日起到20年的頂級聯賽。贏得了其中九次（1941，1942，1945，1947，1952，1953，1955，1956，1957）兩次神射手（1943年23球和1945年25球）。
他是的球會傳奇團隊之一，其他包括：蒙路斯，摩蘭奴，培德雷拉和鲁斯陶，他的位置是左前鋒。
拉普納在河床持有記錄，包括他在超級打吡與小保加的激烈競爭中射入的16球紀錄。
1959年拉普納離開河床，在515場比賽中，攻入293入球，使他成為阿根廷聯賽第二最高得分手。他後來在托拉卡流浪和罗姆帕拉及班坦斯合共打了兩個賽季，43歲掛靴。
拉普納上陣了37場國際賽（17粒進球）。贏得了一個美洲國家杯（1955年）和40歲時出席1958年世界杯足球賽。
和其他偉人一樣，他那一代，他無法參加世界杯的其他原因是該段時間在第二次世界大戰期間。

### 教練
他的職業球員生涯結束後，成為河床助理教練和教練，其後執教貝爾格拉諾，班坦斯，羅薩里奧中央（在那裡他贏得了第一個全國冠軍，1971年），哥杜巴，競賽會，拉努斯，查卡塔青年队和小阿根廷人。
拉普納的在河床執教的時期帶來了許多國內成功而端賦予的球員，如巴薩里拉，羅拔圖阿朗素和里奧普度盧基。
他被安葬在布宜諾斯艾利斯的拉查卡里塔公墓。

## 連結
- River Plate's official site
- 在Find a Grave上的安祖·拉普納
- Goal credited to Angel Labruna
- Angel Labruna all-time highest goalscorer （页面存档备份，存于）
- （西班牙文） Futbol Factory profile (Archived)